# Михалков (Ивано-Франковская область)
Михалков (укр. Михалків) — село в Коршевской сельской общине Коломыйского района Ивано-Франковской области Украины.
Население по переписи 2001 года составляло 106 человек. Занимает площадь 6.7 км². Почтовый индекс — 78237. Телефонный код — 03433.